# Байрон, Дэвид
Дэвид Байрон, настоящая фамилия — Гаррик (англ. David Byron (Garrick); 29 января 1947 года, Эппинг, Эссекс, Англия — 28 февраля 1985 года, Рединг, Беркшир, Англия) — британский рок-музыкант, певец и автор песен, начинавший в Spice (1967—1969), но всемирную известность получивший как вокалист хард-рок-группы Uriah Heep (1969—1976), с которой записал девять первых студийных альбомов. После ухода из Uriah Heep Байрон пытался начать сольную карьеру, в какой-то момент (1981) отклонил приглашение вернуться в состав, а умер в 1985 году от последствий тяжёлой формы алкоголизма.

## Биография
Дэвид Гэррик родился и воспитывался в музыкальной семье. В интервью голландскому журналу Muziek Express (октябрь 1973) он так рассказывал о себе:
Я начал петь 22 года назад, в пятилетнем возрасте. Моя мама пела в джаз-бэнде, да и вся семья увлекалась музыкой. Каждый или играл на каком-нибудь инструменте, или танцевал чечётку. Примерно в то же время я попытался стать знаменитым, выступив в детском телешоу. Мой первый ансамбль не имел названия, не дал ни одного концерта и просуществовал ровно две недели. Когда мне было 16 лет, местная группа предложила мне работу. Я выступил с ними один раз и тут же перешёл в группу Мика Бокса, которая называлась The Stalkers. Они как раз уволили прежнего вокалиста и на прослушивании я спел «Johnny B. Goode». Меня взяли немедленно.Дэвид Байрон, Muziek Express. 1973

### Гэррик и Бокс
Кандидатуру Дэвида Гэррика на освободившуюся вакансию вокалиста The Stalkers предложил его кузен, барабанщик группы Роджер Пенлингтон. «Он был частым гостем на наших концертах: приняв по несколько пинт, мы начинали распевать старые рок-н-ролльные вещи. Перед прослушиванием я предложил ему хорошенько подзаправиться, чтобы снять неуверенность. Мы сыграли несколько вещей — и история началась!», — так говорил гитарист Мик Бокс о начале их творческого сотрудничества.
Некоторое время спустя Байрон и Бокс образовали Spice — группу, в состав которой вошли также бас-гитарист Пол Ньютон (англ. Paul Newton) и барабанщик Алекс Нэпьер (англ. Alex Napier). Группа активно гастролировала, получила контракт в United Artists и выпустила сингл «What About The Music/In Love» (UP 2246), оказавшийся единственным.. В какой-то момент Дэвид Гэррик сменил имя на Дэвид Байрон: как вспоминал Мик Бокс, произошло это неожиданно и без объяснений, но «…На смену имени как-то повлияла жена тогдашнего менеджера — отца бас-гитариста Пола Ньютона».

### Uriah Heep
Несмотря на то, что Spice регулярно выступали в таких клубах, как Marquee, лишь с приходом менеджера Джерри Брона в истории группы произошёл качественный сдвиг. В состав вошёл Кен Хенсли, группа переименовалась в Uriah Heep и заставила о себе заговорить — сначала в Германии, позже в Великобритании и США. Дэвид Байрон стал не только важной творческой единицей (и соавтором многих ранних песен группы), но и её харизматичным, экспрессивным фронтменом. Известно, что некоторые вещи (в частности, «Easy Livin'») создавались «под Байрона», в расчёте на его эффектную сценическую подачу. При том, что британская пресса поначалу сдержанно оценивала творчество группы, впоследствии критики отмечали его выдающийся вокал, близкий к оперному.

#### Первый сольный альбом
В 1975 году Байрон выпустил первый сольный альбом Take No Prisoners (Bronze Records ILPS 9824), участие в работе над которым приняли Мик Бокс, Ли Керслейк и Кен Хенсли, а также приглашённые музыканты Лу Стоунбридж (клавишные), Денни Болл (бас) и Пит Томпсон (ударные). По словам Мика Бокса, во время записи пластинки в студии царила прекрасная атмосфера: «Мы здорово повеселились… Возможно, выпили многовато, но зато насмеялись вдоволь».
Материал альбома не отличался оригинальностью, во многом напоминал по стилю музыку Uriah Heep (при том, что содержал элементы рутс-рока и музыки соул), но был (как отмечает рецензент Allmusic) на удивление цельным и последовательным, а кроме того, мастерски сконструированным и аранжированным. Коммерческого успеха альбом не имел.
Одна из песен альбома, «Man Full Of Yesterdays», была написана о Гэри Тэйне, бас-гитаристе «звёздного состава» Uriah Heep, который испытывал серьёзные проблемы с наркотической зависимостью и скончался вскоре после выхода пластинки. Но, как отмечает биограф Марк Бреннан, «по иронии судьбы Дэвид описал в ней себя самого в недалёком будущем».

### Уход из Uriah Heep
К 1976 году у Байрона обострились проблемы с алкоголем и вместе с ними — отношения с коллегами. Однако предопределил его уход, в основном, инцидент с альбомом High and Mighty, который (по его настоянию) был записан без продюсера. Сам Байрон так объяснял это в интервью Muziek Parade (октябрь, 1976):
Мы решили выпустить альбом своими силами, без продюсера, потому что Return to Fantasy плохо продавался в США… Проблема состояла в том, что мы использовали лишь один творческий источник. И ещё слишком мало у нас было времени на студийную работу из-за напряжённых гастролей. Мы решили составить альбом из песен одного только Кена и решили, что это сработает. А следовало бы всем дать в альбом авторский материал.
Принято считать, что Джерри Брон, взбешённый позицией Байрона, тайно организовал в прессе разгром пластинки. Провал её окончательно восстановил музыкантов против своего вокалиста, и по окончании испанского тура в июле 1976 года он был уволен. Как заметил в те дни Хенсли, «Байрон — классический пример человека, который не в состоянии смотреть правде в глаза и ищет утешение в бутылке». Менеджер Джерри Брон в New Musical Express выступил с заявлением о том, что Uriah Heep решили расстаться с вокалистом «в собственных интересах». Он объяснил, что Байрон уже некоторое время находился в конфликте с другими участниками, которые «…наконец решили, что не в состоянии примирить его отношение к делу со своим собственным».
Кен Хенсли в том же пресс-релизе приветствовал возможность «впустить в группу немного свежего воздуха» и заявил, что видит в случившемся «не конец, но начало». Однако впоследствии он первым признал, что с уходом Тэйна и Байрона «магия Uriah Heep развеялась» и группа перестала походить сама на себя.
Мик Бокс не ощущал раскаяния после того, как был уволен Байрон. «Этого было не избежать. Что-то должно было произойти. Лучше бы, конечно, этого не произошло, но такова жизнь», — говорил гитарист.

#### Сольные работы и проекты
После ухода из Uriah Heep Байрон вместе с гитаристом Клемом Клемпсоном (экс-Humble Pie) и Джеффом Бриттоном (экс-Wings) создал группу Rough Diamond. Подписав контракт с Island Records, она выпустила именной (коммерчески неуспешный) альбом (ILPS 9490) и тут же распалась. При участии мультиинструменталиста Дэниэла Буна (а также известного сессионного барабанщика Стюарта Элиота и басиста Алана Джонса) в 1978 году Байрон записал вторую сольную пластинку, Baby Faced Killer (с синглом «Rich Man’s Lady»), на Arista Records. Стилистически разнообразный, насыщенный неожиданными элементами (рокабилли, поп, диско) альбом был вновь мастерски сработан и аранжирован, однако успеха не имел.
В 1981 году с молодым гитаристом Робином Джорджем (который имел в те годы репутацию вундеркинда) Байрон организовал The Byron Band. Группа выпустила синглы «Every Inch of the Living» и «Never Say Die», а также альбом On the Rocks (все — на Creole Records). Альбом в хит-парад не вошёл; он стал последней прижизненной работой Дэвида Байрона.

#### Последние годы
После ухода Хенсли, Тревор Болдер и Мик Бокс (по утверждению последнего) предложили Байрону вернуться в Uriah Heep и были обескуражены его отказом. Примерно в то же время в письме к некоему мистеру Трозли Байрон писал:
Не знаю ничего о Лоутоне и Сломане, потому что, уходя из Heep, решил запомнить только всё самое лучшее и <забыть> остальное. В конечном итоге они всех там поувольняли, один только Мик остался, и не уверен, что он захочет продолжать. У меня с каждым из них дружеские отношения, но чтобы восстановить их, потребовалось время…
Проблемы Байрона, связанные с алкоголизмом, усугублялись. Он дал несколько неудачных концертов, один из которых, в клубе Marquee, был сорван: певец потерял сознание уже через несколько минут после выхода на сцену.
28 февраля 1985 года Дэвид Байрон был найден мёртвым в своей квартире в Рединге; причиной смерти стал сердечный приступ. Он скончался не от алкоголизма, но долгосрочные его последствия были очевидны. К этому времени Байрон бросил пить; алкоголя в крови обнаружено не было; более того, в доме певца не нашли ни капли спиртного. Вскрытие показало, однако, что печень его была полностью разрушена.

## Дискография

### Uriah Heep
- Very 'eavy… Very 'umble (1970)
- Salisbury (1971)
- Look at Yourself (1971)
- Demons and Wizards (1972)
- The Magician's Birthday (1972)
- Uriah Heep Live (1973)
- Sweet Freedom (1973)
- Wonderworld (1974)
- Return to Fantasy (1975)
- High and Mighty (1976)

### Сольные альбомы
- Take No Prisoners — 1975
- Baby Faced Killer — 1978
- That Was Only Yesterday - The Last EP — записан в 1984, выпущен в 2008 году

### Rough Diamond
- Rough Diamond — 1977

### The Byron Band
- On the Rocks — 1981
- Lost And Found — записан 1980-82, выпущен в 2003
- One Minute More — записан в 1980-82, выпущен в 2008